# Anterastes burri
Anterastes burri är en insektsart som beskrevs av Karabag 1951. Anterastes burri ingår i släktet Anterastes och familjen vårtbitare. Inga underarter finns listade i Catalogue of Life.